# معاملة المثليين في بوتان
يواجه الأشخاص من المثليين والمثليات ومزدوجي التوجه الجنسي والمتحولين جنسياً (اختصاراً: مجتمع الميم) في بوتان تحديات قانونية واجتماعية لا يواجهها غيرهم من المغايرين جنسيا. يعتبر النشاط الجنسي بين الرجال وبين النساء غير قانوني في بوتان. ينص قانون العقوبات (المادتان 213 و 214) على أن النشاط الجنسي المثلي (بصرف النظر عما إذا كان قد تم الاتفاق عليه أو تم القيام به سرا) يعاقب عليه بالسجن لمدة تتراوح بين شهر إلى أقل من سنة واحدة. ومع ذلك، لا يتم تطبيق القانون ويتم مراجعته حاليًا بواسطة برلمان بوتان.
يواجه مجتمع الميم في بوتان القليل من العنف أو الاضطهاد، على الرغم من أن معظم البوتانيين لا يعرفون عن وجود أشخاص مثليين أو متحولين جنسياً ويعتبر العديد أنهم «لم يسمع بهم كثيرًا». في السنوات الأخيرة، نظرًا لانفتاح بوتان على العالم الخارجي، بدأ الأشخاص من مجتمع الميم في بوتان في الخروج علنًا وإنشاء منافذ مرئية لمجتمع الميم. على هذا النحو، فإن المواقف بين عامة السكان بدأت تتغير.

## قانونية النشاط الجنسي المثلي
تنص المادة 213 من قانون العقوبات في بوتان لعام 2004،
تنص المادة 214 على
تصدر وزارة الخارجية الأمريكية هذا التحذير للمسافرين من مجتمع الميم إلى بوتان: "على الرغم من عدم وجود قوانين تحظر صراحة ممارسة الجنس المثلي بالتراضي، توجد قوانين ضد" السدومية أو أي سلوك جنسي آخر يخالف نظام الطبيعة". بموجب قانون العقوبات، يمكن سجن أي شخص لمدة سنة واحدة بسبب ارتكابه مثل هذه الأفعال، وأشار أحد المسؤولين الحكوميين إلى أن الملاحقة القضائية بموجب هذا القانون نادرة، حيث يجب إثبات النية الإجرامية من قبل النيابة العامة، ولم يتم الإبلاغ عن أي حالات من هذه الاتهامات.

### جهود إلغاء التجريم
دعا بعض أعضاء برلمان بوتان علنًا إلى إلغاء هذه القوانين.
في 29 أيار/مايو 2019، تم تقديم مشروع قانون (تعديل) قانون العقوبات 2019 من قبل رئيسة اللجنة التشريعية، النائبة تسهوانغ لامو (عن حزب بوتان المتحد)، إلى برلمان بوتان. في البداية، لم يتم اقتراح إزالة المادتين 213 و 214 في مشروع القانون. ومع ذلك، فإن وزير المالية، ناغماي تشيرينغ (عن حزب بوتان المتحد)، اقترح التغيير كتعليق وقال إن القسم 213 يجب أن يتغير «لمواكبة العصر». وكانت اللجنة التشريعية للجمعية الوطنية داعمة. عندما أحيل مشروع القانون إلى اللجنة التشريعية، قررت اللجنة أن تأخذ اقتراح وزير المالية على محمل الجد، وطلبت منه تقديمه كتابةً، وهو ما وافق عليه وزير المالية، ما سمح للجنة بالقدرة على اقتراحه كتعديل. وقال تشيرينغ: «السبب الرئيسي لي هو أن هذا القسم موجود منذ عام 2004 ولكنه أصبح زائداً عن الحاجة ولم يتم تطبيقه على الإطلاق. كما أنه يعد عبئا في هبون الهيئات الدولية لحقوق الإنسان.»، وأن المادتين أصبحت «وصمة عار» على سمعة البلاد. في 7 يونيو 2019، أقرت الجمعية الوطنية مشروع القانون في القراءة الأولى. في 10 يونيو 2019، أُقر مشروع القانون في القراءة الثانية والأخيرة بأغلبية 38 صوتًا لصاح مقابل صوت واحد ضد مع امتناع 5 أصوات عن التصويت (38-1-5). سيتم إرسال مشروع القانون إلى المجلس الوطني للدورة التشريعية الشتوية خلال 6 أشهر حيث سيتم إرساله للموافقة الملكية بمجرد إقراره.

## الاعتراف القانوني بالعلاقات المثلية
في الوقت الحالي، لا تقدم بوتان أي شكل من أشكال الاعتراف القانوني بالعلاقات المثلية.
قال تاشي تشيتن، مدير منظمة «رينبو بوتان» (بالإنجليزية: Rainbow Bhutan)‏، إن مشروع قانون زواج مع ضمائر محايدة جنسيا قد تم تقديمه خلال الدورة البرلمانية الصيفية 2018 لكن تم تأجيله بسبب انتخابات الجمعية الوطنية البوتانية لعام 2018. وبوجود حكومة يسارية منتخبة حديثًا، يعتقد تشيتن ومجتمع الميم أنه سيتم إحياء المحادثة حول مشروع القانون.

## التبرع بالدم
وفقًا لمجلس بوتان الطبي والصحي، فإن أي شخص يتمتع بصحة جيدة لا يقل عمره عن 18 عامًا ويزن ما لا يقل عن 45 كجم (100 رطل) يمكن له أن يتبرع. حتى وقت قريب، كانت هناك قيود قليلة على التبرع بالدم في بوتان.

## ظروف الحياة
إن الجهل بالمثلية الجنسية أمر شائع بسبب الصور النمطية في الثقافة الشعبية. لا تشترك الثقافة البوتانية مع النظرة الغربية النموذجية حول المغايرة الجنسية والمثلية الجنسية. وقد أشار البعض إلى ذلك على أنه مجتمع مزدوج التوجه الجنسي صريح، على الرغم من أن هذا موضع خلاف. تعتبر النساء أكثر انفتاحا من الرجال بشأن توجههم الجنسي. هناك صراعات ثقافية وتقليدية لأولئك الذين يسعون إلى القبول الاجتماعي. وفقًا لاستطلاع عام 2016 للمراقبة البيولوجية والسلوكية المتكاملة حاول أكثر من 42٪ من النساء المتحولات جنسياً و 23% من الرجال المثليين ومزدوجي التوجه الجنسي في بوتان الانتحار أكثر من مرة.
في عام 2013، أدى قدوم موقع فيسبوك إلى زيادة وضوح مجتمع المثليين من خلال إنشاء مجموعات مخصصة على موقع فيسبوك لمجتمع الميم. في عام 2014، تم إنشاء «رينبو بوتان» (بالإنجليزية: Rainbow Bhutan)‏ كمنظمة للأشخاص من مجتمع المثليين وكان فيها خمسة أعضاء؛ نما هذا إلى أكثر من 100 عضو في عام 2018.
لا تحرم ولا تُدين البوذية، وهي الديانة الرئيسية لبوتان المثلية الجنسية. في عام 2015، قال دزونغسار كينتسي رينبوتشي، المعلم البوذي الأبرز في بوتان، إن التوجه الجنسي لا علاقة له بمن سيصل إلى التنوير. وذكر أيضًا أن البوتانيين يجب ألا يتسامحوا مع المثليين فحسب، بل يجب عليهم احترامهم.
كتبت بوتان أوبزرفر، إحدى الصحف الأسبوعية الرئيسية في البلاد، عددًا كبيرًا من المقالات حول قضايا المثليين والتي أثارت الكثير من الاهتمام، مما جعلها أكثر المقالات التي تم التعليق عليها على موقع الصحيفة. وفي الوقت نفسه، أشارت صحيفة «كونسيل» المدعومة من الحكومة إلى مجتمع الميم على أنهم «الجنس الثالث» في مقال يناقش برامج فيروس نقص المناعة البشرية التي تستهدف الرجال المثليين.
تم الاحتفال باليوم العالمي لمناهضة رهاب المثلية، ورهاب ازدواجية التوجه الجنسي، ورهاب ازدواجية التوجه الجنسي للمرة الأولى في بوتان في عام 2016. أطلقت مكاتب الأمم المتحدة في البلاد حملة فيديو للدفاع عن حقوق المثليين. تم الاحتفال الحدث كل عام منذ ذلك الحين.
لا يوجد مسيرة فخر المثليين سنوية أو عرض عام آخر في بوتان.
أبلغ ديون فونتشو وتينزين غييلتشن وهما شريكان مثليان أعلنا عن علاقتهما في عام 2018، أنه قد تم قبولهما بالكامل من قبل أسرهم وأصدقائهم.
وقال تاشي تشيتين، مدير منظمة «راينبو بوتان» (بالإنجليزية: Rainbow Bhutan)‏، على الرغم من وجود قبول عام للأشخاص المتحولين جنسياً، خاصة في المناطق الريفية، إلا أنهم ما زالوا يواجهون الكثير من التمييز، خاصة في المدارس، قائلا «هناك الكثير من الحواجز ونظامنا التعليمي لا يفهم مجتمع الميم»، مضيفًا أن معظم الشباب من مجتمع الميم يتركون المدرسة.

### الدعم السياسي
كانت «داشو نيتين زانغمو»، رئيسة لجنة مكافحة الفساد في بوتان التي وصفت بأنها «أهم امرأة في البلاد» و «سيدة بوتان الحديدية»، أول مسؤول حكومي كبير في بوتان يدلي بتعليق حول مجتمع الميم البوتاني، عندما قالت في خطاب ألقته في أغسطس 2014 لطلاب المدارس الثانوية: «بالمناسبة، العلاقات الرومانسية يمكن أن تكون بين ولد وولد آخر أو بنت وبنت أخرى.»
أعرب «حزب بوتان كوين - نيام» عن دعم حقوق المثليين. في عام 2018، تضمن الحزب حقوق المثليين في بيانه لانتخابات الجمعية الوطنية البوتانية لعام 2018.
في يونيو 2019، خلال النقاش البرلماني حول إلغاء تجريم المثلية الجنسية، دعا بعض النواب إلى سن تشريع يمنح مجتمع الميم بعض الحقوق. قال النائب كينلي وانغتشوك (عن حزب بوتان المتحد): «حتى إذا لم يكن هناك ضرر، يجب علينا ألا ننظر إلى القانون القائم ليس فقط على المستوى الوطني، ولكن على المستوى العالمي. كما أنه ليس جيدًا إذا تم الإبقاء على نفس المستوى، قد يعتقد الأجانب أنه لا يوجد قانون على الإطلاق مخصص لمجتمع الميم وأنهم يعتبرون جزءًا غير مرئي من المجتمع، مما قد يخلق شكوكًا. بدلاً من إزالة المادة، من المهم أيضًا أن نشرّع حقوقًا قانونية واضحة لهم أولا». ووافق النائب جورمي وانغتشوك (عن حزب بوتان المتحد) على بيان النائب كينلي وانغتشوك.

### الرأي العام
واحد من أول استطلاعات الرأي حول المثلية الجنسية في بوتان أجراها طالب تبادل في الكلية الملكية في تيمفو في الحرم الجامعي مع 150 مشاركاً أسفرت عن الردود التالية في عام 2013. اعتقد 60% من المشاركين أن المثلية الجنسية غير أخلاقية، ويعتقد 40% أن المثلية الجنسية ينبغي أن تكون مقبولة وأن يتم حماية مجتمع الميم من التمييز والأذى. ومع ذلك، مع وجود 150 مشاركًا فقط، وكون كلهم كانوا داخل منطقة واحدة، فإن صلاحية الاستطلاع الذي سيُستخدم كأساس وطني غير موجودة.

### التركيبة السكانية
وفقًا لتقديرات عام 2018 من برنامج الأمم المتحدة الإنمائي، كان هناك حوالي 9,100 من الرجال الذين يمارسون الجنس مع الرجال في العاصمة تيمفو.

### تقرير وزارة الخارجية الأمريكية 2017
في عام 2017، أبلغت وزارة خارجية الولايات المتحدة بما يلي، فيما يتعلق بحالة حقوق المثليين في بوتان:
- أعمال العنف والتمييز والانتهاكات الأخرى القائمة على التوجه الجنسي والهوية الجندرية

"يكفل الدستور الحماية المتساوية للقوانين وتطبيق الحقوق ولكنه لا يحمي صراحة الأفراد من التمييز بسبب التوجه الجنسي أو الهوية الجندرية. وتوجد قوانين ضد "السدومية أو أي سلوك جنسي آخر ضد نظام الطبيعة". ويفرض قانون العقوبات عقوبات تصل إلى سنة واحدة في السجن بتهمة الانخراط في السلوك الجنسي غير القانوني.

تحدث أفراد مجتمع الميم عن حالات التمييز والوصمة الاجتماعية على أساس التوجه الجنسي.

لا يوفر القانون أي وضع قانوني خاص للأفراد المتحولين جنسيا، ولا يوفر حماية واضحة لهم".

## ملخص
| قانونية النشاط الجنسي المثلي                                                                  | (قانوني منذ عام 2021)               |
| المساواة في السن القانوني للنشاط الجنسي                                                       | (قانوني منذ عام 2021)               |
| قوانين مكافحة التمييز في التوظيف                                                              | No                                  |
| قوانين مكافحة التمييز في توفير السلع والخدمات                                                 | No                                  |
| قوانين مكافحة التمييز في جميع المجالات الأخرى (تتضمن التمييز غير المباشر، خطاب الكراهية)      | No                                  |
| قوانين مكافحة أشكال التمييز المعنية بالهوية الجندرية                                          | No                                  |
| زواج المثليين                                                                                 | (مقترح)                             |
| الاعتراف القانوني بالعلاقات المثلية                                                           | (مقترح)                             |
| تبني أحد الشريكين للطفل البيولوجي للشريك الآخر                                                | No                                  |
| التبني المشترك للأزواج المثليين                                                               | No                                  |
| يسمح للمثليين والمثليات ومزدوجي التوجه الجنسي والمتحولين جنسيا بالخدمة علناً في القوات المسلحة | No                                  |
| الحق بتغيير الجنس القانوني                                                                    | Yes                                 |
| علاج التحويل محظور على القاصرين                                                               | No                                  |
| الحصول على أطفال أنابيب للمثليات                                                              | No                                  |
| الأمومة التلقائية للطفل بعد الولادة                                                           | No                                  |
| تأجير الأرحام التجاري للأزواج المثليين من الذكور                                              | (غير قانوني للأزواج المغايرين كذلك) |
| السماح للرجال الذين مارسوا الجنس الشرجي التبرع بالدم                                          | Yes                                 |